# Friedrich Goll
Friedrich Goll (* 28. Oktober 1839 in Bissingen an der Teck; † 2. März 1911 in Luzern) war einer der bedeutendsten Orgelbauer der zweiten Hälfte des 19. und des beginnenden 20. Jahrhunderts in der Schweiz.

## Leben

### Lehr- und Wanderjahre
Friedrich Goll war zwölftes Kind des Landwirts und Gemeindepflegers Jakob Friedrich Goll (1797–1846) und seiner Ehefrau Anna Maria geb. Weber (1798–1870). Nach der Schulzeit lernte er 1854 bis 1858 das Orgelbauerhandwerk bei seinem Bruder Christoph Ludwig Goll (1824–1897) in Kirchheim unter Teck. Danach arbeitete er kurze Zeit bei Jakob Forell (1821–1893) in Freiburg i. Br. Er wechselte 1863 zu Friedrich Haas, dessen Geschäft 1838 gegründet worden war und der sich ab 1859 in Luzern niedergelassen hatte. Durch Haas und Forell war Goll Enkelschüler von Eberhard Friedrich Walcker. 1865 ging er zu Joseph Merklin nach Paris und 1868 für kurze Zeit nach London.

### Eigene Firma
1867 übergab Haas sein Geschäft dem 28-jährigen Friedrich Goll. Den Durchbruch schaffte dieser 1877 mit seinem Opus 12, der ersten grossen Orgel der Stiftskirche Engelberg (III/50, mechanische Kegelladen, Barkermaschine; 1926 durch seine Söhne auf IV/135 erweitert). In den folgenden Jahrzehnten dominierte Friedrich Goll zusammen mit seinen Konkurrenten Johann Nepomuk Kuhn (1827–1888) und Carl Theodor Kuhn (1865–1925) den Schweizer Orgelbau.
1905 wurde Friedrich Golls Sohn Karl (1876–1967) als Teilhaber in das Unternehmen aufgenommen, das von da an als «Goll & Cie.» firmierte. Industrielle Fertigungsmethoden und ein beschleunigter Produktionsrhythmus ermöglichten ein stetiges Wachstum, so dass der Betrieb bei Friedrich Golls Tod 1911 rund 70 Angestellte beschäftigte. Allein zwischen 1902 und 1911 wurden etwa 130 Neubauten erstellt, also mehr als ein Instrument pro Monat.

## Weitere Entwicklung des Unternehmens
Die Söhne Karl und Paul Goll (1880 bis 1955) führten die Firma erfolgreich weiter. 1921 wurden die Werkstätten nach Horw bei Luzern verlegt. 1927 kam es zum Konkurs, zum Ausscheiden von Karl Goll. 1928 erfolgte die Gründung einer Aktiengesellschaft durch Paul Goll (Verwaltungsratspräsident, Direktor) und den Deutschen Wilhelm Lackner (Direktor). Beim Tod von Paul Goll 1955 übernahm dessen Sohn Friedrich die Leitung. Mit seinem Unfalltod 1971 endete die Familientradition. 
1972 wurde das Unternehmen in Luzern durch Beat Grenacher und Jakob Schmidt († 1998) als Orgelbau Goll neu gegründet und zu raschem Erfolg geführt; es existiert noch heute. Zu den grössten neueren Instrumenten gehören die Orgeln der Französischen Kirche Bern (1991, IV/61), von St. Martin Memmingen (1998, IV/62), im Kultur- und Kongresszentrum (KKL) Luzern (2000, IV/66) und in der Marktkirche Hannover (2009, IV/64).

## Werk

### Bauweise
Die Orgeln Friedrich Golls standen ganz in der Nachfolge seines Geschäftsvorgängers Haas und damit in der süddeutsch-romantischen Tradition. Goll baute zunächst ausschliesslich Kegelladen mit mechanischer Spiel- und Registertraktur, z. T. mit Barkermaschinen. Die Spieltischeewaren stets freistehend „zum Vorwärtsspielen“ eingerichtet und aufwendig gearbeitet. Die Dispositionen basierten auf klanglich reich differenzierten Grundstimmen.
Friedrich Goll war bekannt als hervorragender Intonateur. Schon bei der Geschäftsübergabe stellte ihm Friedrich Haas ein entsprechendes Zeugnis aus: Er habe sich «als ein Meister in der Intonation bewährt […] und zwar nicht in gewöhnlicher Weise; er versteht das edle Kirchliche zu würdigen und hat sich in Frankreich die Intonation der feinen französischen Zungenstimmen angeeignet». Ab 1894 ging die Firma zu röhrenpneumatisch gesteuerten Kegelladen und ab 1902 zu pneumatischen Taschenladen über.
Friedrich Goll war von Anfang an schweizweit tätig und belieferte sämtliche Landesteile. Exporte ins Ausland ergaben sich hingegen mehr zufällig. Dazu gehörten einige wenige Aufträge aus dem angrenzenden Frankreich sowie für verschiedene anglikanische Kirchen. Eine markante Ausnahme stellt die Orgel zu St. Aposteln in Köln dar (1892), mit III/62, sein grösstes Werk (nicht erhalten).
Bis in seine letzten Lebensjahre hielt Friedrich Goll an einer eher konservativen, an Walcker und Haas geschulten stilistischen Konzeption fest. Erst seine Söhne nahmen vermehrt französisch-symphonische Stilelemente sowie die Forderungen der Elsässischen Orgelreform auf und begannen auch mit technischen Neuerungen (freie Kombinationen, Transmissionen, Oktavkoppeln usw.) zu experimentieren.
Hervorzuheben ist die durchweg sehr hohe Qualität sowohl der verwendeten Materialien wie der Ausführung der Orgeln Friedrich Golls, die Pfeifenwerk, Spielanlagen und Trakturen in gleichem Mass auszeichnet. Selbst kleine und kleinste Werke wurden mit höchstem Grad an Perfektion gefertigt. Émile Rupp rühmte die Firma Goll als «für den schweizerischen Orgelbau so bedeutungsvoll wie Walcker und Steinmeyer für Süddeutschland».

### Erhaltener Bestand
10 bis 15 Prozent der ursprünglich fast 600 zwischen 1868 und 1928 entstandenen Goll-Orgeln sind erhalten. Von diesen rund 75 Instrumenten wurde mehr als die Hälfte unter Verlust des originalen Charakters umgebaut. Unter den unversehrt erhaltenen befinden sich kleinere und mittlere Werke, während fast alle grossen (darunter mehrere mit vier Manualen) verändert oder zerstört wurden.
Hier eine Auswahl von einigen noch existierenden Instrumenten Friedrich Golls und seiner Söhne, die sich (wieder) in originalem oder weitgehend originalem Zustand befinden bzw. für das Gollsche Schaffen besonders repräsentativ sind.

## Werke (Auswahl)

### Werke Friedrich Golls und seiner Söhne
| Jahr | Opus | Ort                            | Kirche                                      | Bild | Manuale | Register | Bemerkungen |
| ---- | ---- | ------------------------------ | ------------------------------------------- | ---- | ------- | -------- | --- |
| 1868 | 1    | Luzern                         | Franziskanerkirche                          |      | II      | 26       | mechanische Kegellade - Orgelbeschrieb Orgel-Verzeichnis, nicht erhalten                                                                      |
| 1883 | 36   | Beinwil                        | St. Burkard                                 |      | II      | 15       | Erweiterung 1924, Rekonstruktion 2001 → Orgelbeschrieb                                                                                        |
| 1885 | 45   | Bern                           | St. Peter und Paul                          |      | II      | 28       | mechanische Kegellade - Orgelbeschrieb Orgel-Verzeichnis                                                                                      |
| 1887 | 54   | Heiligkreuz/LU                 | Heiligkreuzkirche (Hasle LU)                |      | II      | 11       | mechanische Kegellade |
| 1887 | 56   | Courroux/JU                    | Kirche Saint-Nicolas                        |      | II      | 22       | mechanische Kegellade |
| 1888 | 65   | Wil SG                         | St. Peter                                   |      | II      | 18       | mechanische Kegellade - Orgelbeschrieb |
| 1888 | 66   | Pleigne/JU                     | Eglise St Pierre et St Paul                 |      | I       | 8        | mechanische Kegellade |
| 1889 | 73   | Saint-Saphorin/VD              |                                             |      | II      | 10       | mechanische Kegellade |
| 1889 | 77   | Meggen/LU                      | St. Magdalena                               |      | II      | 20       | mechanische Kegellade - Orgelbeschrieb Orgel-Verzeichnis                                                                                      |
| 1890 | 84   | St. Pelagiberg/TG              |                                             |      | II      | 11       | mechanische Kegellade |
| 1890 | 85   | Menziken/AG                    | ref. Kirche                                 |      | II      | 27       | mechanische Kegellade - Orgelbeschrieb Orgel-Verzeichnis                                                                                      |
| 1891 | 96   | Hundsbach (Elsass, Frankreich) |                                             |      | II      | 22       | mechanische Kegellade |
| 1893 | 111  | Attinghausen/UR                | St. Andreas                                 |      | II      | 10       | mechanische Kegellade - Orgelbeschrieb Orgel-Verzeichnis                                                                                      |
| 1893 | 117  | Aesch/LU                       |                                             |      | II      | 13       | Mechanische Kegellade |
| 1894 | 127  | Winikon/LU                     |                                             |      | II      | 12       | mechanische Kegellade |
| 1894 | 131  | Trogen/AR                      |                                             |      | II      | 24       | mechanische Kegellade |
| 1896 | 151  | Luzern                         | Kapelle Kantonsspital                       |      | II      | 13       | pneumatische Kegellade, 1938 aus Littau St. Theodul umgesetzt und 1943 umgebaut - Orgelbeschrieb Orgel-Verzeichnis                            |
| 1896 | 152  | Vaulruz/FR                     |                                             |      | II      | 16       | pneumatische Kegellade |
| 1897 | 159  | Emmetten/NW                    | St. Theresia und Jakob                      |      | II      | 12       | pneumatische Kegellade, 1998 Neuaufbau auf mechanischen Schleifladen Orgelbau Graf - Orgelbeschrieb Orgel-Verzeichnis                         |
| 1897 | 161  | St. Gallen                     | Linsebühlkirche                             |      | III     | 35       | pneumatische Kegellade |
| 1897 | 172  | Travers/NE                     |                                             |      | II      | 14       | pneumatische Kegellade |
| 1898 | 179  | Flühli/LU                      |                                             |      | II      | 14       | pneumatische Kegellade - Orgelbeschrieb Orgelverzeichnis Schweiz                                                                              |
| 1898 | 181  | Vevey/VD                       | Sainte-Claire                               |      | II      | 18       | pneumatische Kegellade |
| 1902 | 220  | Verscio/TI                     |                                             |      | II      | 12       | pneumatische Kegellade |
| 1902 | 219  | St. Katharinental/TG           | Betsaal                                     |      | I       | 8        | pneumatische Taschenlade |
| 1903 | 240  | Flims                          | Reformierte Kirche                          |      | II      | 10       | pneumatische Taschenlade, nicht erhalten Orgelbeschrieb Orgel-Verzeichnis                                                                     |
| 1903 | 244  | Luzern                         | Englische Kirche                            |      | III     | 22       | veränderte Aufstellung; unspielbar; pneumatische Taschenlade                                                                                  |
| 1904 | 252  | Le Crêt/FR                     |                                             |      | II      | 15       | pneumatische Taschenlade |
| 1905 | 274  | Rathausen/LU                   |                                             |      | II      | 13       | fast unspielbar, pneumatische Taschenlade |
| 1906 | 282  | Göschenen/UR                   | St. Mariä Himmelfahrt                       |      | II      | 17       | pneumatische Taschenlade - Orgelbeschrieb Orgel-Verzeichnis                                                                                   |
| 1906 | 287  | Brüssel-Ixelles (Belgien)      | Saint-Sacrement                             |      | IV      | 32+4     | unspielbar, pneumatische Taschenlade |
| 1907 | 307  | Saint-Martin/FR                |                                             |      | II      | 18       | pneumatische Taschenlade |
| 1907 | 309  | Reitnau                        | Reformierte Kirche                          |      | II      | 14       | pneumatische Taschenlade - Orgelbeschrieb |
| 1908 | 324  | Corsier/VD                     |                                             |      | II      | 17       | Jetzt in Echallens/VD, pneumatische Taschenlade                                                                                               |
| 1908 | 328  | Cannes (Frankreich)            | St. Georges                                 |      | II      | 12       | pneumatische Taschenlade |
| 1910 | 352  | Zürich                         | St.-Anna-Kapelle                            |      | II      | 23       | pneumatische Taschenlade – Orgelbeschrieb Orgel-Verzeichnis                                                                                   |
| 1911 | 361  | Flawil/SG                      | ref. Kirche                                 |      | III     | 36       | pneumatische Taschenlade |
| 1912 | 400  | Schwyz                         | Kollegiumskirche Maria Hilf                 |      | III     | 33+7     | pneumatische Taschenlade - Orgelbeschrieb Orgel-Verzeichnis                                                                                   |
| 1913 | 404  | Beckenried/NW                  | St. Heinrich und Andreas                    |      | II      | 29       | pneumatische Taschenlade - Orgelbeschrieb Orgel-Verzeichnis                                                                                   |
| 1915 | 442  | Altdorf                        | Kapelle Kollegium Borromäum                 |      | II      | 10       | pneumatische Taschenlade - Orgelbeschrieb Orgel-Verzeichnis                                                                                   |
| 1916 | 462  | Château-d’Oex/VD               | anglikanische Kirche                        |      | II      | 10       | pneumatische Taschenlade |
| 1918 | 478  | Niederrickenbach/NW            | Wallfahrtskirche Unsere liebe Frau im Ahorn |      | II      | 15       | pneumatische Taschenlade - Orgelbeschrieb Orgel-Verzeichnis                                                                                   |
| 1919 | 497  | Spiringen                      | St. Michael                                 |      | II      | 13       | pneumatische Kegel- und Taschenlade, erweitert auf 17 Register 1951 - Orgelbeschrieb Orgel-Verzeichnis                                        |
| 1922 | 532  | Kriegstetten/SO                |                                             |      | II      | 28       | pneumatische Taschenlade - Orgelbeschrieb Orgel-Verzeichnis                                                                                   |
| 1922 | 535  | Metzerlen/SO                   |                                             |      | II      | 18       | pneumatische Taschenlade |
| 1923 | 547  | Barberêche/FR                  |                                             |      | II      | 13       | Enthält op. 230, pneumatische Kegellade und Taschenlade                                                                                       |
| 1924 | 557  | Meggen/LU                      | Kapelle Villa St. Charles Hall              |      | II      | 14       | pneumatische Taschenlade - Orgelbeschrieb Orgel-Verzeichnis                                                                                   |
| 1925 | 567  | Courtemaîche/JU                |                                             |      | II      | 12       | pneumatische Taschenlade |
| 1926 | 579  | Walchwil/ZG                    |                                             |      | II      | 33       | pneumatische Taschenlade → Orgelbeschrieb Orgelverzeichnis Schweiz                                                                            |
| 1926 | 580  | Engelberg/OW                   | Orgel des Klosters Engelberg                |      | IV      | 135      | Heute 137 Register; enthält op. 12; pneumatische Taschenlade                                                                                  |
| 1936 |      | Seelisberg/UR                  | St. Michael                                 |      | II      | 19       | pneumatische Kegellade, drei Register Taschenlade im SW, Erweiterung 1968 Orgelbau Ziegler auf 20 Register - Orgelbeschrieb Orgel-Verzeichnis |
| 1936 |      | Ziefen                         | Reformierte Kirche                          |      | II      | 15       | mechanisch/pneumatische Taschenlade - Orgelbeschrieb Orgel-Verzeichnis                                                                        |
| 1939 |      | Oberdorf/BL                    | ref. Kirche                                 |      | III     | 18       | pneumatische Taschenlade, zwei Manuale schwellbar                                                                                             |
| 1939 |      | Winterthur                     | Französische Kirche                         |      | II      | 12       | 1954 aus Flims erworben, 1975 umgebaut und erweitert Orgelbeschrieb Orgel-Verzeichnis                                                         |
| 1942 |      | Luzern                         | St. Josef (Maihof)                          |      | II      | 28       | elektropneumatische Traktur – Orgelbeschrieb Orgel-Verzeichnis                                                                                |
| 1943 |      | Meisterschwanden               | Reformierte Kirche                          |      | II      | 22       | elektropneumatische Traktur - Orgelbeschrieb                                                                                                  |
| 1952 |      | Hergiswald                     | Wallfahrtskirche                            |      | I       | 7        | mechanische Schleiflade - Orgelbeschrieb Orgel-Verzeichnis                                                                                    |
| 1952 |      | Zürich                         | Reformierte Kirche Balgrist                 |      | II      | 20       | elektrische/elektropneumatische Schleiflade – Orgelbeschrieb Orgel-Verzeichnis                                                                |
| 1952 |      | Gottlieben                     | Reformierte Kirche                          |      | II      | 13       | mechanisch/pneumatische Schleiflade – Orgelbeschrieb Orgel-Verzeichnis                                                                        |
| 1954 |      | Bern                           | Johanneskirche                              |      | III     | 38       | elektropneumatische Schleiflade – Orgelbeschrieb Orgel-Verzeichnis                                                                            |

### Werke des Unternehmens „Orgelbau Goll“
| Jahr          | Ort                  | Kirche                                     | Bild | Manuale | Register | Bemerkungen                                                                      |
| ------------- | -------------------- | ------------------------------------------ | ---- | ------- | -------- | -------------------------------------------------------------------------------- |
| 1955          | Wolhusen             | Reformierte Kirche                         |      | II/P    | 16       | → Orgelbeschrieb Orgel-Verzeichnis                                               |
| 1955          | Flims                | Reformierte Kirche                         |      | II/P    | 19       | → Orgelbeschrieb Orgel-Verzeichnis                                               |
| 1957          | Stans                | Reformierte Kirche                         |      | II/P    | 11       | → Orgelbeschrieb Orgel-Verzeichnis                                               |
| 1957          | Kriens               | Bruder Klaus Kirche                        |      | III/P   | 36       | → Orgelbeschrieb Orgel-Verzeichnis                                               |
| 1957          | Luzern               | St. Anton                                  |      | III/P   | 42       | → Orgelbeschrieb Orgel-Verzeichnis                                               |
| 1958          | Weggis               | Reformierte Kirche                         |      | II/P    | 11       | → Orgelbeschrieb Orgel-Verzeichnis                                               |
| 1961          | Buochs               | Reformierte Kirche                         |      | II/P    | 12       | → Orgelbeschrieb Orgel-Verzeichnis                                               |
| 1963          | Schüpfheim           | Reformierte Kirche                         |      | I       | 5        | → Orgelbeschrieb Orgel-Verzeichnis                                               |
| 1963          | Rigi-Kaltbad         | Bergkirche                                 |      | I       | 6        | → Orgelbeschrieb Orgel-Verzeichnis                                               |
| 1964          | Fidaz                | Reformierte Kirche                         |      | I       | 6        | → Orgelbeschrieb Orgel-Verzeichnis                                               |
| 1969          | Ebikon               | Jakobuskirche                              |      | II/P    | 12       | → Orgelbeschrieb Orgel-Verzeichnis                                               |
| 1970          | Luzern               | Krematorium Friedental Trauerhalle         |      | II/P    | 13       | → Orgelbeschrieb Orgel-Verzeichnis                                               |
| 1972          | Luzern               | Kirche Weinbergli                          |      | II/P    | 26       | → Orgelbeschrieb Orgel-Verzeichnis                                               |
| 1975          | Dielsdorf ZH         | St. Paulus                                 |      | II/P    | 20       |                                                                                  |
| 1975          | Wohlen               | Reformierte Kirche                         |      | II/P    | 20       | → Orgelbeschrieb                                                                 |
| 1975          | Kriens               | Johanneskirche                             |      | II/P    | 26       | → Orgelbeschrieb Orgel-Verzeichnis                                               |
| 1979          | Schwyz               | Kloster St. Peter am Bach (Schwesternchor) |      | I/P     | 5        | → Orgelbeschrieb Orgel-Verzeichnis                                               |
| 1979          | Luzern               | Kirchgemeindehaus Würzenbach               |      | I/P     | 4        | → Orgelbeschrieb Orgel-Verzeichnis                                               |
| 1980          | Luzern               | St. Johannes                               |      | III/P   | 32       | → Orgelbeschrieb Orgel-Verzeichnis                                               |
| 1981          | Stein                | Bruder Klaus                               |      | II/P    | 18       | → Orgelbeschrieb                                                                 |
| 1982          | Littau               | Reformiertes Gemeindezentrum               |      | II/P    | 12       | → Orgelbeschrieb Orgel-Verzeichnis                                               |
| 1982          | Wettingen            | Reformierte Kirche                         |      | II/P    | 27       | → Orgelbeschrieb                                                                 |
| 1984          | Luzern               | Jesuitenkirche                             |      | I/P     | 6        | → Orgelbeschrieb Orgel-Verzeichnis                                               |
| 1986          | Dürrenäsch           | Gemeindehaus                               |      | II/P    | 10       | → Orgelbeschrieb                                                                 |
| 1987          | Oberrohrdorf         | St. Martin                                 |      | II/P    | 29       | → Orgelbeschrieb                                                                 |
| 1988          | Kriens               | St. Franziskus                             |      | II/P    | 13       | → Orgelbeschrieb Orgel-Verzeichnis                                               |
| 1988          | Luzern               | Franziskanerkirche (Hauptorgel)            |      | III/P   | 33       | → Orgelbeschrieb Orgel-Verzeichnis                                               |
| 1989          | Luzern               | Jesuitenkirche (Truhenorgel)               |      | I       | 4        | → Orgelbeschrieb Orgel-Verzeichnis                                               |
| 1991          | Bern                 | Französische Kirche                        |      | IV/P    | 66       | hinter Prospekt von Franz Joseph Remigius Bossart (1928)                         |
| 1993          | Stans                | Reformierte Kirche                         |      | II/P    | 16       | Neubau unter Verwendung der Vorgängerorgel → Orgelbeschrieb Orgel-Verzeichnis    |
| 1995          | Zug                  | Reformierte Kirche                         |      | III/P   | 35       | → Orgelbeschrieb Orgel-Verzeichnis                                               |
| 1998          | Memmingen            | St. Martin (Memmingen)                     |      | IV/P    | 62       | → Orgel von St. Martin (Memmingen)                                               |
| 1999          | Durlach              | Stadtkirche Durlach                        |      | III/P   | 39       | hinter historischem Prospekt von Johann Philipp und Johann Heinrich Stumm (1759) |
| 1999          | Otterberg            | Abteikirche                                |      | III/P   | 26       | → Orgel                                                                          |
| 2000          | Luzern               | Kultur- und Kongresszentrum                |      | IV/P    | 66       | → Orgel                                                                          |
| 2001          | Luzern               | Lukaskirche                                |      | III/P   | 50       | → Orgelbeschrieb Orgel-Verzeichnis                                               |
| 2002          | Adligenswil          | Thomaskirche                               |      | I/P     | 6        | → Orgelbeschrieb Orgel-Verzeichnis                                               |
| 2003          | Luzern               | Franziskanerkirche (Truhenorgel)           |      | I       | 3        | → Orgelbeschrieb Orgel-Verzeichnis                                               |
| 2005          | Erlangen             | Neustädter Kirche                          |      | III/P   | 48       | Neubau im historischen Gehäuse von Johann Glis, Nürnberg (1741)                  |
| 2007 bis 2009 | Hannover             | Marktkirche                                |      | IV/P    | 64       | hinter Prospekt von 1953 Orgelbeschrieb Orgel-Verzeichnis                        |
| 2009          | Regensburg           | Musikhochschule Saalorgel                  |      | III/P   | 50       | → Informationen zur Orgel                                                        |
| 2010          | Mainz                | Hochschule für Musik                       |      | III/P   | 36       | → Informationen zur Orgel                                                        |
| 2012          | Luzern               | Kapelle Mutterhaus St. Anna-Schwestern     |      | I/P     | 6        | → Orgelbeschrieb Orgel-Verzeichnis                                               |
| 2014          | Wildegg              | St. Antonius                               |      | II/P    | 24       | → Orgelbeschrieb                                                                 |
| 2015          | Winterthur-Seen      | St. Urban                                  |      | II/P    | 24       | → Orgelbeschrieb Orgel-Verzeichnis                                               |
| 2015          | München-Moosach      | St. Martin                                 |      | III/P   | 40       | → Orgel                                                                          |
| 2017          | Hilpoltstein         | St. Johannes der Täufer                    |      | II/P    | 26       | → Orgel                                                                          |
| 2021          | Clausthal-Zellerfeld | Marktkirche zum Heiligen Geist             |      | IV/P    | 74       | → Informationen zur Orgel                                                        |